# Aeroporto Internazionale di Abu Dhabi

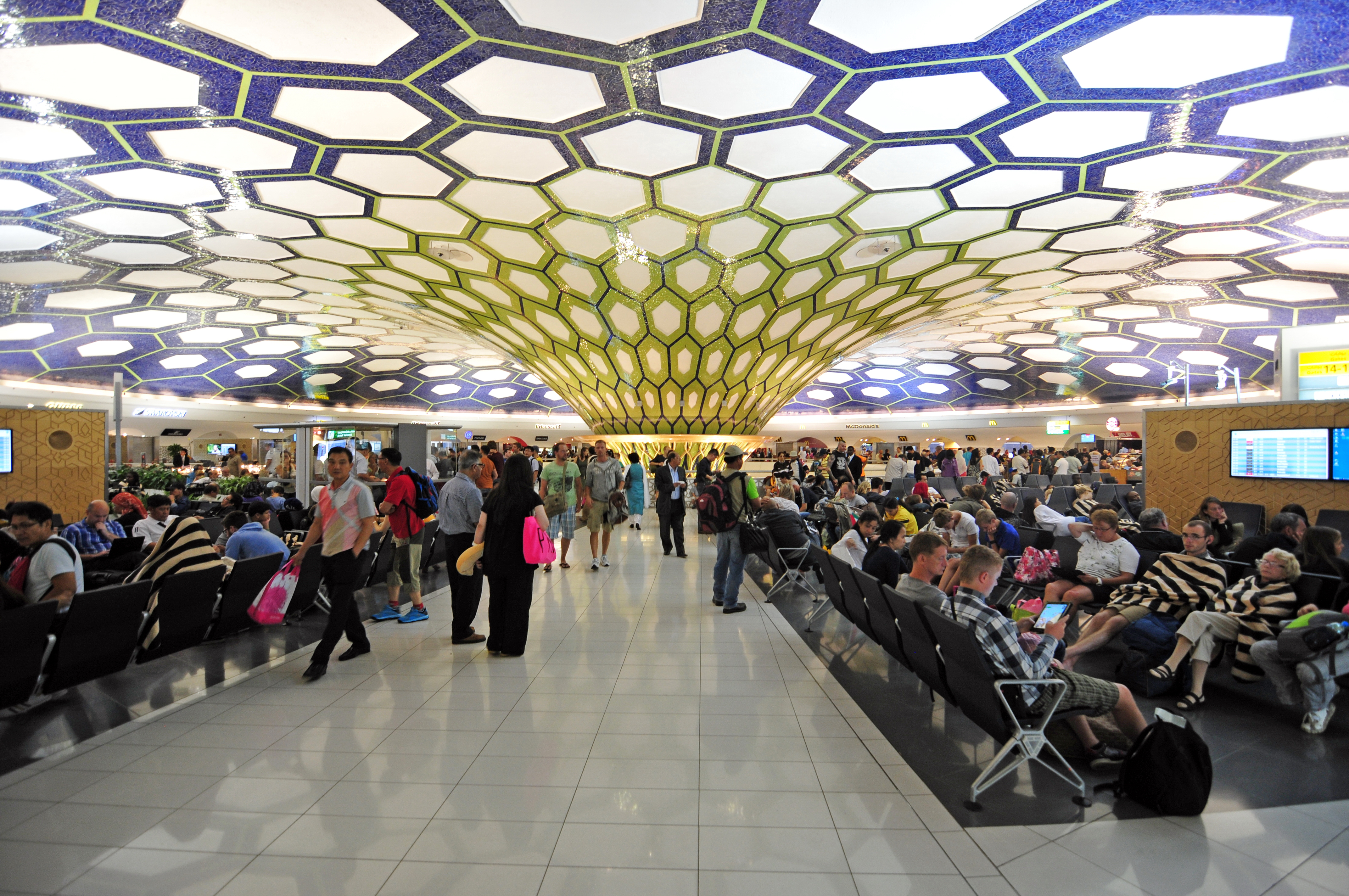
Terminal

L'Aeroporto Internazionale di Abu Dhabi, internazionalmente noto con il nome commerciale di Abu Dhabi International Airport, (in Arabo: مطار أبو ظبي الدولي) (IATA AUH, ICAO: OMAA) è l'aeroporto di Abu Dhabi negli Emirati Arabi Uniti. Lo scalo è base per la compagnia aerea di bandiera Etihad Airways. Situato a 30 km a est della città di Abu Dhabi, è il secondo aeroporto più trafficato degli Emirati, con 20 milioni di passeggeri circa nel 2014. È organizzato in tre terminal operativi, Terminal 1 (diviso a sua volta in Terminal 1A e 1B), Terminal 2 e Terminal 3 e occupa un'area di 34.000.000 di m².